# Дибровка (посёлок, Полтавская область)
Дибровка (укр. Дібрівка) — посёлок,
Клюшниковский сельский совет,
Миргородский район,
Полтавская область,
Украина.
Код КОАТУУ — 5323283407. Население по переписи 2001 года составляло 105 человек.
Поселок указан на трехверстовке Полтавской области. Военно-топографическая карта.1869 года как станция Дубровский Конный завод.

## Географическое положение
Посёлок Дибровка находится на расстоянии в 0,5 км от села Штомпели и в 1,5  км от села Гасенки.
Через посёлок проходит железная дорога, станция Дубровский Конный завод.
Сначала возникла как почтовая станция, а при строительстве железной дороги стала железнодорожным поселком, Дубровский конный завод находится в 7 километрах